# Craniophora roseoradiata
Craniophora roseoradiata är en fjärilsart som beskrevs av Franz Dannehl 1925. Craniophora roseoradiata ingår i släktet Craniophora och familjen nattflyn. Inga underarter finns listade i Catalogue of Life.